# Rakovník (nádraží)
Rakovník je železniční stanice ve stejnojmenném městě ve Středočeském kraji, ležící nedaleko Rakovnického potoka. Je významným dopravním uzlem celého regionu, leží na tratích 120, 126, 161, 162 a 174. Západně od budovy je umístěno též městské autobusové nádraží. Stanice není elektrizována. Nachází se na adrese Nádražní 191, 269 01 Rakovník. Rakovník je jednou ze tří stanic ve městě, dalšími jsou Rakovník západ a Rakovník zastávka (nachází se přímo v obvodu stanice Rakovník).

## Historie
Staniční budova byla zbudována v letech 1871–1873 v rámci budování trati z Prahy přes Kladno a Rakovník do Chomutova v rámci projektu propojení kladenské a severočeské důlní oblasti. Provoz byl zahájen 4. února téhož roku. Výstavbu a provoz trati financovala a provozovala soukromá společnost Buštěhradská dráha (BEB), autorem univerzalizované podoby stanic BEB byl Ing. arch. Josef Chvála. Roku 1876 byl státní společností Rakovnicko-protivínská dráha zahájen provoz na trati do Berouna. Od roku 1897 vedly koleje do Bečova nad Teplou, 9. července 1899 otevřela společnost Místní dráha Rakovník-Mladotice spojení do Mladotic. 23. září 1904 pak vyjely první vlaky po nově dostavěné trati do Loun, odkud bylo možno pokračovat trasou do Mostu.
Rakovnicko-Protivínská dráha byla roku 1918 začleněna do sítě ČSD, roku 1922 byla zestátněna místní dráha do Loun, k 1. lednu 1923 Buštěhradská dráha a roku 1925 zbylé místní dráhy do Mladotic a Bečova nad Teplou.
V roce 2017 byla dokončena rekonstrukce výpravní budovy.